# Абулафия, Авраам
Авраам бен Самуэль Абулафия (ивр. אברהם בן שמואל אבולעפיה‎; 1240, Сарагоса — после 1291, Комино) — еврейский мыслитель и каббалист из рода Абулафия. Жил в Испании.
Абулафия основал течение пророческой каббалы, провозгласил себя мессией, собрался встретиться с папой римским для обращения папы в иудаизм. Папа приготовил костёр для его казни, но умер в тот день, когда Абулафия прибыл в его резиденцию. После этого события почитался как мессия на Сицилии.
Он признавал Маймонида высочайшим авторитетом, но вопреки рационализму Маймонида, развивал каббалу, основанную на экстатическом восприятии. Ввёл практику поиска глубинного смысла в каждом слове или сочетании букв еврейского алфавита, а также использования и интерпретации гематрий — числовых характеристик слов.
Несмотря на то, что Абулафия написал множество книг, его сочинения практически не переиздавались до XIX века, хотя интерес к его теориям не прекращался, и его взгляды нашли развитие как в еврейской, так и в нееврейской мистике.
Абулафия считается высокообразованным человеком своего времени, он хорошо владел раввинистической традицией, был знаком с христианскими и мусульманскими идеями, его собственные взгляды формировались под влиянием суфизма.

## Биография
Сведения о его жизни сохранились во многом благодаря автобиографическим эссе, включённым в его сочинения.

### Ранние годы
Родители взяли Авраама в город Тудела, где его отец Самуэль обучал его Торе и Талмуду. В 1258 году умер его отец. С 1260 Авраам стал скитаться по свету.
Он предпринял паломничество в Палестину, потом отправился искать легендарную реку Самбатион и потерянные 10 колен Израилевых. Однако он добрался только до Акко. Из-за неспокойной обстановки — крестоносцев, активности мамлюков и угроз монголов — он вернулся в Европу через Грецию. В Греции он женился. Он хотел доехать до Рима, остановился в Капуа, где познакомился с философией Маймонида.
Хотя он всегда высоко ценил авторитет Маймонида и беспрекословно принимал его взгляды, его собственные изыскания лежали в области экстатических прозрений, которые по его понятиям вовсе не противоречили рационализму Маймонида. Он стал активно писать трактаты по каббале, философии, грамматике, и окружил себя множеством учеников.
Вернувшись в Барселону он стал изучать практическую каббалу. К нему приходили многочисленные чудесные знамения и видения, которые он интерпретировал. Он углубился в Сефер йецира («Книгу Сотворения») и многочисленные комментарии к ней.
Далее он направился в Кастилию, где он преподавал пророческую каббалу среди учеников, среди которых были Моше из Бургоса и Йозеф Гикатилла, а потом поехал в Грецию.
Свою книгу Сефер хa-яшар он написал на острове Патрас в 1279 году. В этом же году он через Трани вернулся в Капуа по приглашению учеников.

### Поездка вРим
Следуя внутреннему голосу, он направился в Рим. Его целью было рассказать Папе о страданиях еврейского народа и просить облегчить его участь, а также освободить для евреев Святую Землю, и кроме того обратить Папу в иудаизм.
По предположению Гершома Шолема, о посланничестве Мессии к папе он мог прочесть в описании диспута между Моше бен Нахманом и вероотступником Пабло Кристиани, когда Нахманид заявил: «Когда наступит конец дней. Мессия по Божьему повелению явится к папе и попросит его освободить свой народ, и только тогда, но никак не раньше, поверят в его пришествие».
К Папе Николаю III он должен был явиться в канун еврейского Нового Года, 5041 (1280 год). Вести о цели его визита донеслись до папы, который поручил сжечь фанатика на костре как только тот приблизится к резиденции папы в Сориано. Костёр был уже приготовлен перед внутренними воротами. 22 августа Абулафия прибыл в Сориано и прошёл через внешние ворота. Однако при входе в город он узнал, что папа умер предыдущей ночью от апоплексического удара.
Он вернулся в Рим, где его задержали францисканцы, но он был освобождён через 28 дней.
В память о своём чудесном спасении и сопутствовавших этому видениях Абулафия написал «Книгу свидетельства».
Потом он оказался в Сицилии, где был объявлен пророком и мессией.
Он предсказал наступление Мессианской эры в 5050 году (то есть в 1290).

### Ссылка наКомино
Далее он жил 10 лет в Мессине (1281-91), по-прежнему называя себя пророком и мессией. У него были ученики в Мессине и Палермо. Однако против его мессианских чаяний выступили палермские раввины, которые направили также послание в Барселону к Шломо бен Адерету. Шломо бен Адерет, который посвятил свою жизнь усмирению мессианских движений, написал письмо против Абулафии, которое разослал по еврейским общинам. Это письмо привело к тому, что каббала Абулафии была исключена из программ в испанских религиозных школах.
Абулафия снова стал путешествовать и совершать паломничество. Будучи изгнанным из Сицилии, он обосновался на мальтийском острове Комино, где между 1285 и 1288 написал Сефер ха-от («Книга Знака»). В 1291 он написал Имрей шефер («Слова Красоты») — его учебник по медитации. О его жизни после 1291 нет сведений.

## Сочинения
В сочинения Абулафии входят:
- **Сефер ха-геула (1273), („Книга освобождения“), комментарий на Путеводитель растерянных Маймонида
- Сефер хайей ха-нефеш, („Книга жизни душевной“), комментарий на Путеводитель растерянных Маймонида
- Сефер ха-яшар („Book of the Upright/Righteous“) (1279)
- Сефер ситрей Тора (1280), («Книга тайн Торы»), комментарий на Путеводитель растерянных Маймонида
- Хайей хa-олам хa-ба («Жизнь мира будущего») (1280)
- Ор хa-сехель («Свет интеллекта»)
- Гет хa-шемот
- Мафтеах реайон («Ключ идеи»)
- Ган науль, («Запертый сад»), комментарий на Сефер Йецира
- Оцар эден гануз, («Сокровенное достояние Эдема»), комментарий на Сефер Йецира
- Сефер ха-хэшэк («Книга желания»)
- Сефер ха-от (ивр. ספר האות‎) («Книга Знака») (1285 x 1288)
- Имрей шефер («Слова красоты») (1291)

## Характеристика учения
Согласно Гершому Шолему, целью Абулафии было «снять печать с души, развязать узлы, опутавшие её».
Природа внутренних сил и скрытых душ человека такова, что они возвращаются к своему началу, когда «развязаны узлы», при этом происходит возвращение от множественности и разделённости к начальному единству. Узлы, как плотина, сдерживают человека от потока Божественного, который льётся отовсюду. В своём нормальном состоянии душа ограничена чувственными аффектами и восприятиями, из-за чего ей невероятно трудно воспринять существование Божественных явлений и духовных форм. Поэтому стоит искать средства, с помощью которых душа сможет воспринять естественные формы, при этом чтобы Божественный свет не ослепил и не затопил её. Для этого естественное Я человека должно быть либо устранено либо преображено.
Для того, чтобы переконцентрировать сознание, Абулафия ставил в центр внимания еврейский алфавит и письменный язык, как абсолютный объект медитации. В качестве абсолютного объекта медитации ставится Имя Господа, которое скрывается как тайный смысл сочетаний букв.
Абулафия сформулировал практику «хохмат ха-церуф», что переводится как «наука о комбинировании букв». Отдельные буквы комбинаций, хотя не несут смысла в житейском понимании, как элементы Имени Бога, раскрывающего тайны творения, они составляют элементы глубочайшей духовной реальности и глубочайшего познания. Наука комбинирования связана с чистой мыслью, в которой алфавит подобен музыкальной гамме, а соотношение букв подобно соотношению музыкальных тогов в музыке.
В процессе медитации подобного рода происходит приведение мысли в гармонию и её устремление к Богу.
Абулафия рассматривал иврит как праязык, от которого произошли другие языки. Методы созерцания букв и слов годятся и для других языков — Абулафия пользовался также словами латинского, древнегреческого или итальянского языков.

### Практические методы медитации по Абулафии
Абулафия предложил метод, состоящий из трёх частей.
1. Написание (михтав). Пишутся различные комбинации букв.
2. Произнесение (мивта). Комбинации букв поются в сочетании с определённым методом дыхания и наклонами головы.
3. Мысль (махшав) как ментальное представление. Практикующий представляет себя бестелесным существом, а буквы проецируются на воображаемый экран, где они крутятся и поворачиваются. Буквы начинают светиться и излучать, при этом практикующий проникает в их секреты, говорит с ними и получает ответы от них.

Кульминацией визуализации является излучение (когда тело окружается сиянием), расслабление тела и ощущение потери веса, усиление силы мысли и способности визуализации, и эффект когда тело начинает трястись и вибрировать, что сопровождается ощущением страха и трепета. Однако вибрации для Абулафии приносят ощущение наслаждения и блаженства.
После прохождения этих стадий появляется видение человекообразного существа, которое стоит перед практикующим, начинает изрекать истины и делать предсказания. При этом возникшее существо является самим практикующим.
Практические методы Абулафии обладают некоторым сходством с медитациями суфиев и с буддийскими практиками, в частности с тантрическими медитациями тибетского буддизма и практиками дзогчена.

### Абулафия и ислам
Отдельные моменты в практике Абулафии напоминают суфийские ритуалы. Хотя такое влияние можно найти, даже если Абулафия был знаком с суфийскими обрядами, он подверг их серьёзному переосмыслению. В книге одного из его учеников «Шаарей цедек» («Ворота справедливости») об этом пишется так:

Я, имярек, один из смиреннейших, исследовал сердце своё в поисках путей милости, дабы осуществить духовный рост, и я установил три пути, ведущих к одухотворению: вульгарный, философский и каббалистический. Вульгарным путём, как я узнал, следуют мусульманские подвижники. Они используют всякого рода приёмы, дабы исключить из своих душ все «естественные формы», всякий образ знакомого, естественного мира. Затем, утверждают они, когда духовная форма, образ из духовного мира, проникает в их душу, он обособляется в их воображении и настолько усиливает их воображение, что они могут предсказывать то, что должно произойти с нами. Вникнув в дело, я нашёл, что они призывают Имя, звучащее на языке Измаила как «Аллах». Я продолжил своё исследование и заключил, что, произнося звуки, образующие это имя, они совершенно отвращают свой помысел от какой бы то ни было «естественной формы», и сами буквы слова «Аллах» и различные силы, таящиеся в них, оказывают своё действие на них. Они впадают в транс, сами не ведая, каким образом, так как им не была передана каббала. Это удаление всех естественных форм и образов из души называется у них «изглаживанием».